# Manuela de Ezquerro y Sáenz de Chavarri
Manuela de Ezquerro y Sáenz de Chávarri, va néixer a Los Arcos, Navarra, a principis del segle xviii, i va ser la primera dona impressora a la ciutat i de la província d'Àlaba.
El seu pare, Juan José Ezquerro, era impressor a Pamplona, on al carrer Pozoblanco va tenir una impremta des de 1704 a 1729, i la seva mare es deia Teresa Sáenz de Chávarri. El matrimoni va tenir tres fills, Pedro José, que va succeir al seu pare des de 1722 a 1755; Pedro Miguel, que va exercir com a impressor l'any 1727; i Manuela.
Manuela es va casar amb el també impressor Diego Revilla Mendoza, que exercia el seu ofici al carrer San Juan de Logronyo, i fruit d'aquest matrimoni són les seves filles María Fermina (nascuda en 1718) i Manuela (nascuda el 31 de març de 1720). Va quedar vídua primerencament, i el 15 de gener de 1721 es va casar en segones nupcies amb el també impressor Bartolomé de Riesgo y Montero, madrileny establert a Logronyo, a qui va haver de conèixer en el taller del seu marit.
El 30 de novembre de 1721 neix María Javiera Riesgo Ezquerro. Es creu que tant María Fermina (la primera filla de Manuela Ezquerro), com María Javiera (la tercera filla) van morir sent nenes, ja que no es torna a saber gens d'elles. Per la seva banda, Manuela, es va traslladar amb el matrimoni Riesgo Ezquerro a Vitòria, on va viure fins a la seva defunció en 1778.
Durant la seva residència en aquesta ciutat naixerien almenys tres fills més, Josefa Cristina (1723), Lorenzo José (1725) i María Josefa Dorotea (1727).
Per la seva banda, la seva filla Manuela de Revilla, es va casar amb el també impressor Tomás de Robles, i més tard heretarà la impremta del seu padrastre situada al carrer Correria de Vitòria. La família es trasllada a Sant Sebastià en 1735, i durant molts anys Bartolomé vivia indistintament a Vitòria i Sant Sebastià. L'any 1752 la impremta de Sant Sebastiá passa a ser gestionada per Lorenzo José, qui a la fi de 1762, va decidir disposar per a la seva mare a Vitòria una impremta, es creu a causa que Bartolomé va emprendre un viatge a Índies. Es creu que probablement Bartolomé se situés a Caracas, que la seva mort es va produir en aquesta ciutat l'any 1768.
Manuela, filla, germana, esposa i mares d'impressors havia de conèixer l'ofici d'impressor des de feia molts anys, ajudant, tant en el taller del seu pare, com en els dels seus dos esposos. Malgrat que a Vitòria ja existia una impremta, la de Tomás de Robles, aquest era el gendre de Manuela, i qui es feia càrrec del treball d'imprimir tots els papers i escrits de la Diputació; el seu fill Lorenzo José, va sol·licitar a la Diputació l'alternança en els treballs d'impressió entre la seva mare i el seu cunyat, Tomás de Robles, la qual cosa va disgustar moltíssim a aquest últim, que va presentar un memorial en contra de l'acte anterior. Finalment es va resoldre el 24 de novembre de 1762, durant les Juntes Generals de Santa Catalina, que es produís una alternança anual entre les dues impremtes. D'aquesta manera, Manuela d'Ezquerro va regentar i va treballar en la seva impremta, malgrat que oficialment el titular d'aquesta era el seu fill (ja que Manuela era dona casada, no una vídua i per això no el gremi d'impressors l'hi prohibia).
La impremta tan sols va estar oberta entre 1762 i 1763, desconeixent-se si la seva breu durada va ser per la defunció de Manuela o per haver-se traslladat amb el seu fill a Sant Sebastià. Durant aquest any en la seva impremta pot documentar-se l'edició d'almenys tres obres: les actes de les Juntes Generals de Santa Catalina de l'any 1762 (imprès en els primers mesos de 1763) i de l'any 1763 i el compte general de les despeses de la província des del 25 de novembre de 1761 fins a la mateixa data de 1762 (imprès al començament de 1763).